# Chanmagua
Chanmagua es la quinta aldea más grande y la más poblada del Municipio de Esquipulas y el segundo núcleo urbano más poblado de Esquipulas.

## Descripción geográfica
Es la quinta aldea más grande y es la aldea más poblada de Esquipulas, es uno de los lugares más importantes de Esquipulas.

## Localización
La aldea de Chanmagua está situada en la parte nor-oriental del Municipio de Esquipulas, Departamento de Chiquimula, Guatemala, latitud 14° 12' 07, longitud 89° 12' 07, entre los 890 y 1100 m s. n. m. Colinda al norte con las aldeas de Timushán, Carrizal y Jagua, al sur con la aldea Zarzal, al oriente con las aldeas de Carrizal y Cafetales y al poniente con la aldea de Jagua todas del Municipio de Esquipulas.

## Extensión superficial
La Aldea de Chanmagua cuenta con una extensión de 80 kilómetros cuadrados.

## Demografía
La población de la Aldea de Chanmagua es de 10,560 habitantes (según INE 2009), está dividida de la siguiente manera, un 52% de la población femenina (5.491), y un 48% a la población masculina (5.068), la mayoría pertenece a un grupo ladino, quienes tienen un índice de ruralidad de 75% (7.920) debido principalmente a la alta concentración de población en la cabecera de la aldea, ocupando el 25% (2.640) de la población total de toda la aldea.

## Clima
Chanmagua tiene un clima cálido templado seco, su temperatura promedio es de 24 grados centígrados, bajando hasta 12 grados ocasionalmente. Boscoso con un invierno benigno, especialmente en las estribaciones de sus montañas, las de Los Varales que favorecen al clima de la Villa de la Aldea, también las de Miramundo y San Isidro por el lado de la zona de la aldea Chanmagua. Los meses más calientes son marzo y abril y los más fríos diciembre y enero. La época de lluvia es de mayo a octubre, habiendo semanas de chubascos en noviembre, diciembre y enero, que se conoce como lluvias temporales.

## Datos históricos
La Comunidad de Chanmagua fue creada y fundada alrededor de 1770 a 1800.
- En septiembre de 1999, por primera vez en la Historia Ramón Peralta un ciudadano de Chanmagua es Alcalde del Municipio de Esquipulas.

- Visita en febrero de 2005 del Presidente Oscar Berger para la inauguración del Nuevo Parque Municipal.

- En septiembre de 2007, Ramón Peralta, es elegido Alcalde de Esquipulas nuevamente.

- La madrugada del 31 de agosto de 2010, la Aldea Chanmagua sufrió un deslave en la Comunidad de Varales, dejando a decenas de familias sin hogar, actualmente la comunidad esta devuelta en construcción. [¿cuándo?]

- Visita en septiembre de 2010 del Presidente Álvaro Colom a Chanmagua para visualizar los daños efectuados por el desalave.

- En febrero de 2011, Álvaro Colom Presidente de Guatemala visita Chanmagua, para entregar los Programas Sociales, de la Bolsa Solidaria y Mi Familia Progresa.

## División Política y Administrativa
La Aldea de Chanmagua, está dividida en cuatro caseríos los cuales son:
- Las Pozas
- Los Varales
- El Predregal
- La Laguna Seca

## Economía
Chanmagua tiene sostenida su economía fuertemente en la Agricultura y la Ganadería.
Los Productos Agricólas que Chanmagua provee son: Café, Maíz, Frijol, Banano, Naranja, entre otras frutas.
También posee maderas preciosas como: la caoba, el roble, el pino, el cedro, entre otras.